# Iglesia de la Inmaculada Concepción (Anna)
La iglesia parroquial de la Inmaculada Concepción de la localidad de Anna (Provincia de Valencia, España) data de principios del siglo XVII. 
Destacan en ella varios retablos de madera. El del altar mayor, donde se halla la titular, es de inspiración barroca y sustituye al original elaborado en 1702 por Miguel Aguilar, siendo párroco fray Luciano Yago, quien se encargó de la decoración.
Del primitivo altar quedan unas pocas tablas que están integradas en el actual. En el Sagrario sobresale un lienzo de la escuela de Ribera. Tras el terremoto de 1748, quedaron notablemente dañadas la bóveda de la iglesia y la torre campanario, situada en la parte este del templo. 
Durante el siglo XVIII se llevaron a cabo importantes obras de consolidación y ampliación del Templo, entre otras la fachada, que no afectaron de forma significativa al campanario; ya en el siglo XX y ante el peligro de derrumbe de la torre, se demolió el viejo campanario integrando su primer cuerpo a la fábrica del edificio y construyéndose uno nuevo en la parte oeste, que fue inaugurado el 13 de septiembre de 1912.